# Steve Smith (músico)
Steve Smith (Whitman (Massachusetts), 21 de agosto de 1954) es un baterista de jazz, rock y pop estadounidense, conocido principalmente por ser miembro del grupo  Journey en los años 1979-1985, 1996-1998 y desde 2016 - 2020.

## Biografía
Destacan sus interpretaciones en los álbumes, Escape (1981), de donde se desprendió el sencillo "Open Arms" (incluido en la banda sonora del film Heavy Metal), y Frontiers (1983). De estilo característico por su forma de combinar las formas rítmicas del rock con las formas creativas del jazz. Dio al grupo Journey una gama amplia de patrones rítmicos, más allá del compás básico 4/4 del rock, agregando compases combinados y figuras sincopadas.
Ha tenido varios reconocimientos y participaciones en la revista Modern Drummer y ha participado en el festival que organiza dicha publicación. También participó en el Buddy Rich Memorial Festival. Existe un DVD con el título Steve Smith Drum Legacy, Standing on the shouldres of Giants, editado por Hudson Music-instructional Drum DVD´s (hudsonmusic.com). Actualmente su carrera se desarrolla en el jazz.
- Datos: Q943448
- Multimedia: Steve Smith (musician) / Q943448